# Maroszek wz. 35
Il Maroszek wz. 35, designato in patria Karabin przeciwpancerny wzór 35 (carabina anticarro modello 1935 in polacco) anche abbreviato in kb ppanc wz. 35, era un fucile anticarro polacco impiegato durante la seconda guerra mondiale.

## Storia
Il fucile venne sviluppato nella prima metà degli anni trenta dall'ingegnere polacco Józef Maroszek. Dopo iniziali problemi di rapida usura della canna, il fucile iniziò la sperimentazione con l'esercito polacco nell'ottobre del 1935. Dopo alcune modifiche, nel 1939 il ministero della guerra ordinò 7610 fucili, dei quali almeno 6500 consegnati entro il settembre dello stesso anno. L'arma era coperta dalla massima segretezza, tanto da essere conservata, insieme a tre canne di ricambio e tre caricatori in casse sigillate da aprire solo su ordine del ministro della guerra. Ebbe diversi nomi in codice, tra i quali kb Urugwaj (anche abbreviato in kb Ur), dal nome dell'ipotetico paese di destinazione.
L'arma fu estesamente impiegata dalle unità polacche contro l'invasore tedesco e quello sovietico nel 1939. Dopo la rapida fine delle ostilità, molti esemplari nuovi, conservati nelle armerie, caddero nelle mani della Wehrmacht, che li utilizzò ribattezzandoli Panzerbüchse 35 (polnisch), abbreviato in PzB 35(p), affiancandoli ai più semplici Panzerbüchse 39 monocolpo di produzione tedesca. Di questi PzB 35(p) di preda bellica, 800 pezzi furono ceduti al Regio Esercito italiano, che li immise in servizio a fianco dei Solothurn S-18/1000 con la denominazione Fucile controcarro Mod. 35(P). Per i sovietici fu invece di ispirazione per la progettazione del loro PTRD-41, in particolare per quanto riguarda il blocco di chiusura.

## Impiego tattico

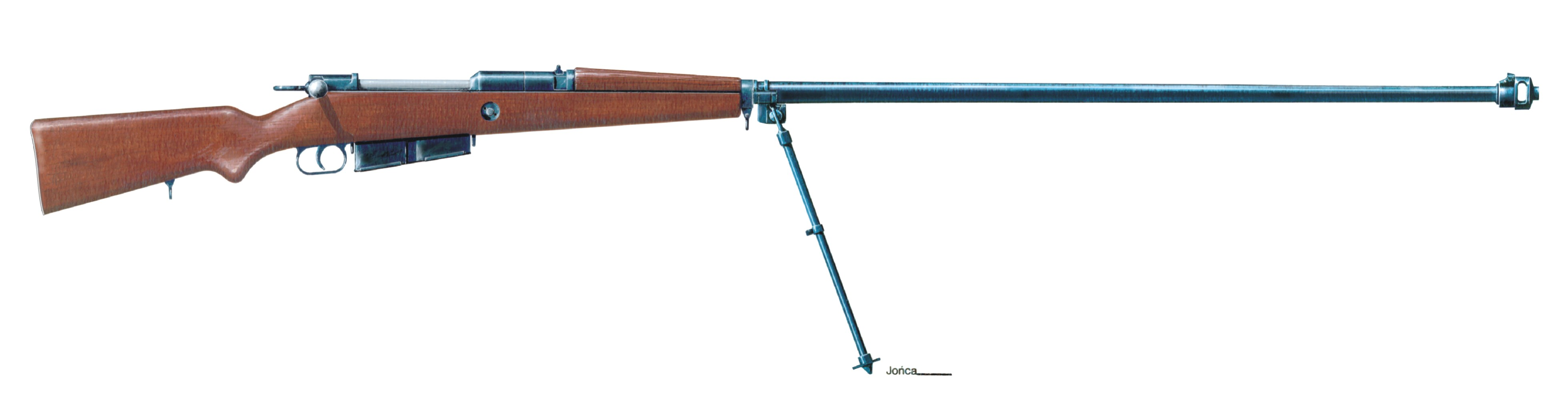
Profilo destro dell'arma: risalta la lunga canna

Il fucile è stato la principale arma anticarro del plotone di fanteria polacco. Ogni compagnia di fanteria e squadrone di cavalleria doveva essere equipaggiato con tre fucili, ognuno gestito da una squadra di due soldati. Poiché l'esistenza dell'arma era un'informazione classificata, le squadre vennero addestrate in strutture militari segrete poco prima della guerra, a partire dal luglio 1939, e dietro giuramento di segretezza.
L'arma era trasportata a spalla dal caposquadra, mentre il secondo membro forniva supporto e copertura durante le operazioni di ricarica. Generalmente l'arma era impiegata da terra, con il tiratore in posizione prona e con l'arma poggiata al bipiede. Anche se la portata effettiva era di 300 metri, l'arma si dimostrò efficace contro tutti i carri armati tedeschi del periodo (Panzer I, II e III, Panzer 35(t) e Panzer 38(t)) a 100 metri e contro i mezzi blindati fino a 400 metri. La capacità di penetrazione su corazzatura inclinata a 30° era di 15 mm a 300 metri e di 33 mm a 100 m (40 mm sul manuale italiano). Dopo il 1940, con lo sviluppo di corazzature sempre più pesanti, l'arma divenne totalmente inutile.

## Tecnica

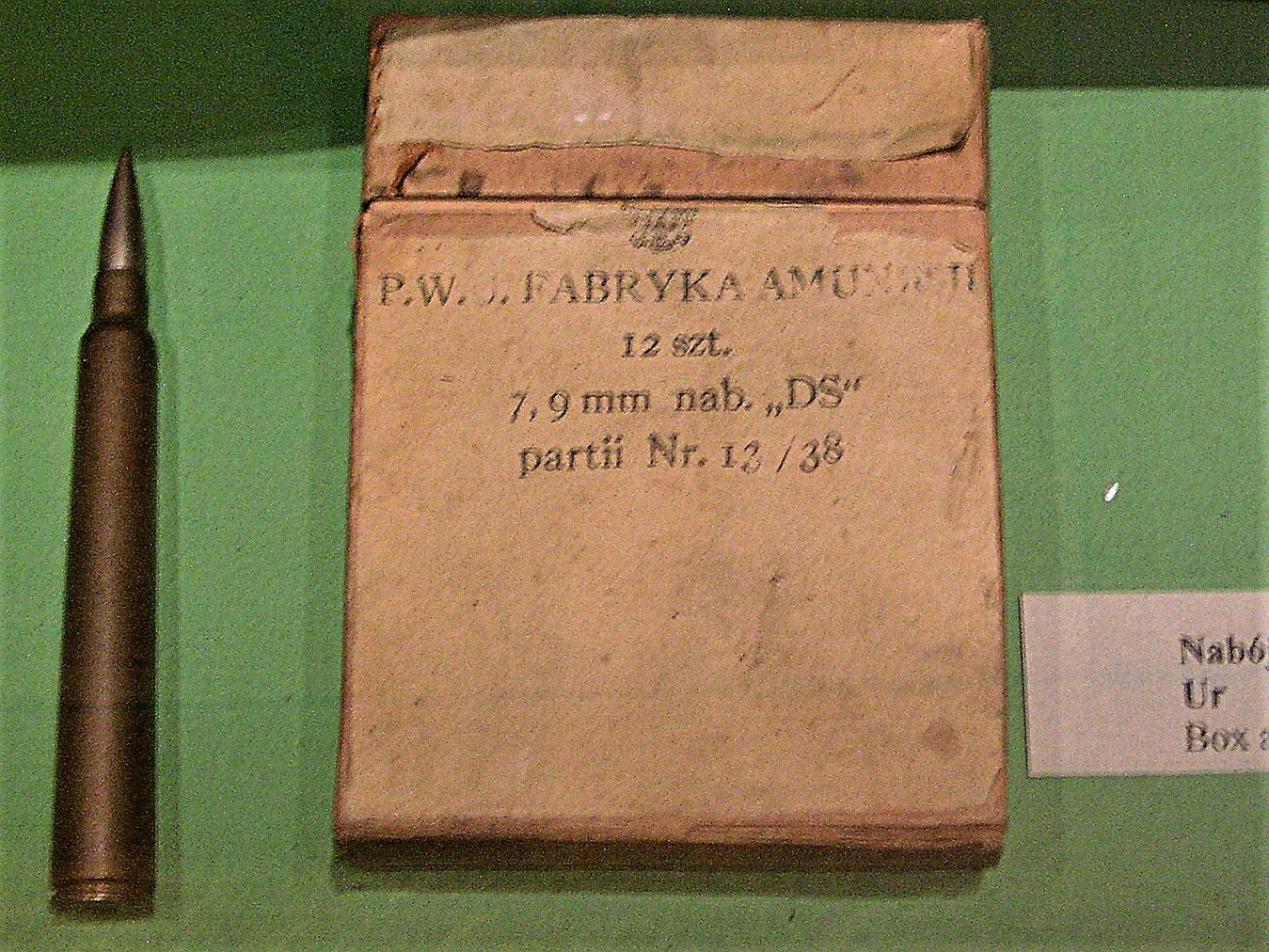
La munizione 7,92 mm DS ed il suo pacchetto.

L'arma era basata sul precedente progetto dell'ingegnere Józef Maroszek, la carabina KP-32, con però le proporzioni adattate alla nuova cartuccia. Presenta una cassa in legno ma con canna particolarmente lunga. L'azione, a ripetizione manuale con otturatore girevole-scorrevole, è modificata per sopportare le alte pressioni di sparo. La canna, subito davanti al fusto, presenta un bipiede d'appoggio pieghevole, in metallo. L'alimentazione avviene tramite caricatore da 4 colpi. La canna, che inizialmente non durava più di 60-70 colpi, fu migliorata fino a raggiungere una vita utile di 300 colpi e poteva essere rapidamente sostituita con una delle canne di ricambio usando un'apposita chiave. La volata presentava un voluminoso freno di bocca, capace di assorbire il 60% dell'energia di rinculo, rendendo l'arma gestibile quasi come un normale moschetto (a differenza della maggior parte dei fucili anticarro dell'epoca).
L'arma era camerata per una munizione sviluppata contestualmente, la 7,92 mm DS (o 8 × 107 mm DS), basata sulla 7,92 × 57 mm Mauser impiegata sia sul Mauser Gewehr 98 che sul suo derivato polacco Kbk wz.29. Le modifiche consistevano in un allungamento della cartuccia a 131,2 millimetri e la sostituzione del rame del bossolo con l'ottone (67% rame/23% zinco), per un peso complessivo di 64,25 grammi. Diversamente dagli altri proiettili perforanti, la pallottola DS non era in tungsteno o altro metallo duro, ma aveva un nucleo in piombo (come le pallottole ordinarie) ma incamiciata in acciaio. L'effetto non era quindi la penetrazione della corazza da parte del nucleo in metallo duro ma era dato dall'appiattimento della pallottola sulla piastra corazzata e dal conseguente trasferimento di energia cinetica. Questo provocava una bugna di 20 mm circa di diametro (maggiore quindi del calibro) che staccava frammenti e schegge sul lato interno della corazza, i quali danneggiavano le apparecchiature o mettevano fuori combattimento l'equipaggio. La chiave del successo di questa tecnica, la stessa alla base del moderno HESH, era data alla velocità molto elevata del proiettile.